# 鄭挺鋒
鄭挺鋒（1906年5月13日—1961年4月19日），原名庭烽，字耀臺，廣東文昌人，中華民國陆军将领。

## 生平
鄭挺鋒畢業於中華民國陸軍軍官學校第4期步兵科、日本步兵專門學校、陸軍大學將官班乙級第1期、圓山軍官團高級班第2期。1937年8月，参加淞沪会战。1938年9月，他参加武汉会战；1939年冬参與粤北战役；翌年再参加昆仑关战役。1941年，鄭升任第198师师长，一度兼任云南河口戒严司令。1942年冬，调任第50师师长。1944年4月，鄭挺鋒出任第54军副军长，后兼贵州安顺师管区司令。1944年夏，他随部参加远征军反攻作战。
抗战胜利后，鄭歷任第94军军长、陸軍訓練司令部司令等職，與哥哥鄭介民及同宗兄弟鄭庭笈合稱「海南三鄭」。1961年4月19日，鄭挺鋒去世，獲追赠陆军二级上将军衔。